# Championnats du monde de ski nordique 2001

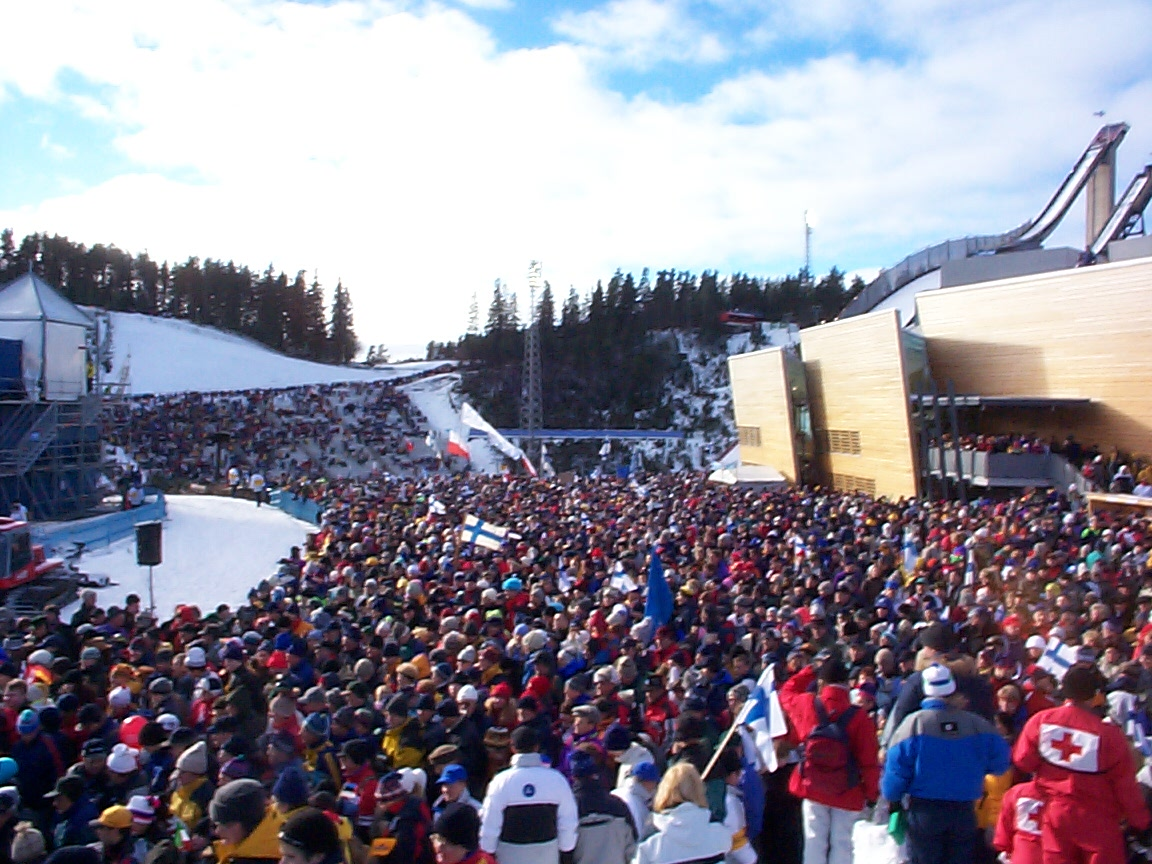
Championnats du monde de ski nordique à Lahti (Finlande) en 2001.

L'édition 2001 des Championnats du monde de ski nordique s'est déroulée à Lahti (Finlande) du 15 février au 25 février. 
Podiums par épreuves :

## Ski de fond

### Hommes
| Êpreuve                                     | Or                                                                       | Argent                                                                 | Bronze                                                                 |
| 21 février : Ski de fond 1 km Sprint H      | Tor Arne Hetland                                                         | Cristian Zorzi                                                         | Håvard Solbakken                                                       |
| 15 février : Ski de fond 15 km classique H  | Per Elofsson                                                             | Mathias Fredriksson                                                    | Odd-Bjørn Hjelmeset                                                    |
| 19 février : Ski de fond 30 km classique H  | Andrus Veerpalu                                                          | Frode Estil                                                            | Mikhaïl Ivanov                                                         |
| 25 février : Ski de fond 50 km libre H      | Johann Mühlegg                                                           | René Sommerfeldt                                                       | Sergey Kriyanin                                                        |
| 17 février : Ski de fond 20 km poursuite    | Per Elofsson                                                             | Johann Mühlegg                                                         | Vitaly Denisov                                                         |
| 22 février : Ski de fond relais 4 × 10 km H | Norvège Frode Estil Odd-Bjørn Hjelmeset Thomas Alsgaard Tor Arne Hetland | Suède Urban Lindgren Mathias Fredriksson Magnus Ingesson, Per Elofsson | Allemagne Jens Filbrich Andreas Schlütter Ron Spanuth René Sommerfeldt |

### Femmes
| Êpreuve                                    | Or                                                                    | Argent                                                    | Bronze                                                                       |
| 21 février : Ski de fond 1 km sprint F     | Pirjo Manninen                                                        | Kati Sundqvist                                            | Julija Tchepalova                                                            |
| 20 février : Ski de fond 10 km classique F | Bente Skari                                                           | Olga Danilova                                             | Larisa Lazutina                                                              |
| 15 février : Ski de fond 15 km classique F | Bente Skari                                                           | Olga Danilova                                             | Kaisa Varis                                                                  |
| 18 février : Ski de fond 10 km poursuite F | Virpi Kuitunen                                                        | Larisa Lazutina                                           | Olga Danilova                                                                |
| 23 février : Ski de fond relais 4 × 5 km F | Russie Olga Danilova Larisa Lazutina Julija Tchepalova Nina Gavriljuk | Norvège Anita Moen Bente Skari Elin Nilsen Hilde Pedersen | Italie Gabriella Paruzzi Sabina Valbusa Cristina Paluselli Stefania Belmondo |

## Saut à ski
| Êpreuve                                  | Or                                                                             | Argent                                                               | Bronze                                                                         |
| 22 février : Saut à ski K95              | Adam Małysz                                                                    | Martin Schmitt                                                       | Martin Höllwarth                                                               |
| 19 février : Saut à ski K 120            | Martin Schmitt                                                                 | Adam Małysz                                                          | Janne Ahonen                                                                   |
| 25 février : Saut à ski K95 par équipes  | Autriche Wolfgang Loitzl Andreas Goldberger Stefan Horngacher Martin Höllwarth | Finlande Matti Hautamäki Risto Jussilainen Ville Kantee Janne Ahonen | Allemagne Sven Hannawald Michael Uhrmann Alexander Herr Martin Schmitt         |
| 24 février : Saut à ski K120 par équipes | Allemagne Sven Hannawald Michael Uhrmann Alexander Herr Martin Schmitt         | Finlande Jani Soininen Risto Jussilainen Ville Kantee Janne Ahonen   | Autriche Wolfgang Loitzl Andreas Goldberger Stefan Horngacher Martin Höllwarth |

## Combiné nordique
| Êpreuve                                       | Or                                                                       | Argent                                                               | Bronze                                                            |
| 24 février : Combiné nordique (K116 / 7,5 km) | Marco Baacke                                                             | Samppa Lajunen                                                       | Ronny Ackermann                                                   |
| 15 février : Combiné nordique (K90 / 15 km)   | Bjarte Engen Vik                                                         | Samppa Lajunen                                                       | Felix Gottwald                                                    |
| 20 février : Combiné nordique par équipe      | Norvège Sverre Rotevatn Kenneth Braaten Bjarte Engen Vik Kristian Hammer | Autriche Christophe Eugen Mario Stecher David Kreiner Felix Gottwald | Finlande Jari Mantila Hannu Manninen Jaakko Tallus Samppa Lajunen |

## Récapitulatif des médailles par pays
| Rang | Nations   | Médaille d'or | Médaille d'argent | Médaille de bronze | Total |
| ---- | --------- | ------------- | ----------------- | ------------------ | ----- |
| 1    | Norvège   | 6             | 2                 | 2                  | 10    |
| 2    | Allemagne | 3             | 2                 | 3                  | 8     |
| 3    | Finlande  | 2             | 5                 | 3                  | 10    |
| 4    | Suède     | 2             | 2                 | -                  | 4     |
| 5    | Russie    | 1             | 3                 | 6                  | 10    |
| 6    | Autriche  | 1             | 1                 | 3                  | 5     |
| 7    | Espagne   | 1             | 1                 | -                  | 2     |
| -    | Pologne   | 1             | 1                 | -                  | 2     |
| 9    | Estonie   | 1             | -                 | -                  | 1     |
| 10   | Italie    | -             | 1                 | 1                  | 2     |